# Dolbina davidis
Dolbina davidis is een vlinder uit de familie van de pijlstaarten (Sphingidae). De wetenschappelijke naam van de soort is voor het eerst geldig gepubliceerd in 1880 door Charles Oberthür.